# Chicago III
Chicago III è il terzo album discografico in studio del gruppo musicale statunitense Chicago, pubblicato nel 1971.

## Tracce
Side 1
1. Sing a Mean Tune Kid – 9:13
2. Loneliness Is Just a Word – 2:36
3. What Else Can I Say – 3:12
4. I Don't Want Your Money – 4:47

Side 2
1. Travel Suite – 22:30

Side 3
1. Mother – 4:30
2. Lowdown – 3:35
3. An Hour in the Shower – 5:30

Side 4
1. Elegy – 15:27

## Formazione
- Peter Cetera - basso, voce, pedal steel guitar
- Terry Kath - chitarre, voce
- Robert Lamm - tastiere, piano, vibrafono, celesta, voce
- Lee Loughnane - tromba
- James Pankow - trombone
- Walter Parazaider - legni
- Danny Seraphine - batteria, percussioni, timbales